# Licheń Stary
Licheń Stary is een dorp in de Poolse woiwodschap Groot-Polen. De plaats maakt deel uit van de gemeente Ślesin en telt 1100 inwoners.
In dit dorp bevindt zich de Mariabasiliek van Licheń, de grootste kerk van Polen, die in 2004 gereed kwam en een belangrijk bedevaartsoord is.